# Томіслав II
Князь Аймоне Маргарита Марія Джузеппе ді Торіно (італ. Aimone Roberto Margherita Maria Giuseppe di Torino, 9 березня 1900, Турин — 29 січня 1948, Буенос-Айрес), пізніше король Незалежної Держави Хорватія Томислав II і 4-й герцог Аостський — принц італійського королівського Савойського дому та офіцер Королівського військово-морського флоту Італії. Другий син принца Еммануїла Філіберто, герцога д'Аоста. Він отримав титул герцога Сполето 22 вересня 1904 року. Аймоне успадкував титул герцога Аоста 3 березня 1942 після смерті свого брата принца Амедео, в британському таборі для військовополонених в Найробі.
З 18 травня 1941 року по 31 липня 1943 він був призначений королем Незалежної Держави Хорватії. Він керував нею формально, отримавши ім'я Томислав II на честь першого хорватського короля. Після зміщення Муссоліні 25 липня 1943, князь зрікся престолу 31 липня 1943 року за наказом Віктора Еммануїла III.

## Ранні роки
Аймоне ді Торіно народився в Турині. Він був другим сином принца Емануеля Філіберто, 2-го герцога Аостського (син Амадея I, короля Іспанії, і принцеси Марії Вітторії) і принцеси Єлени (дочка принца Філіпа Орлеанського, графа Паризького і інфанти Марії Ісабель Іспанської). Його прадідом був король Італії Віктор Еммануїл II.
22 вересня 1904 йому було присвоєно звання герцога Сполето на все життя. На 1 квітня 1921 року, принц Аймоне став членом італійського сенату. Князі Савойської династії стали членами Сенату в 21,в той час як отримання права голосу відбувалося у 25 років.

### Служба у флоті
У 1916 році князь Аймон закінчив Військово-морську академію в Ліворно у званні гардемарина. Ніс службу на лінкорах «Данте Аліг'єрі», «Андреа Доріа», есмінці «Вінченцо Джованні Орсіні». Був пілотом гідролітака Macchi M.3, брав участь у бойових діях наприкінці Першої світової війни, за що був нагороджений срібною медаллю «За військову доблесть».
У 1920—1921 роках на борту лінкора «Рома» здійснив похід в Південну Америку, у 1922—1923 роках на борту канонерського човна «Себастьяно Кабото» — похід в Китай. У 1925 році отримав звання капітана III рангу. Командував есмінцем «Квінтіно Селла».
У 1929 році, через двадцять років після свого дядька Луїджі Амедео, герцога Абруцці, який намагався піднятися на К2 в Каракорумі, князь Аймон очолив нову експедицію в Каракорум. Експедиція князя Аймон була зосереджена виключно на науковій роботі. Він був згодом нагороджений золотою медаллю мецената Королівського географічного товариства за свою роботу у 1932 р.

### Одруження
Після романтичних зв'язків з інфантою Беатріс, дочкою іспанського короля Альфонсо XIII,1 липня 1939, у Флоренції, князь Аймоне одружився з принцесою Ірен, дочкою короля Греції, Костянтина I і принцеси Софії Прусської. 27 вересня 1943 у них народився син — князь Амедео, 5-й герцог Аостський.

## Роки війни

### Хорватський престол
Після створення Незалежної держави Хорватії перед новим очільником держави Анте Павеличем постало важливе питання легітимізації влади. Так як фактично НДХ являла собою маріонеткову державу фашистської Італії та нацистської Німеччини, для підняття свого міжнародного статусу, новоутворена держава мала довести своє історичне право на існування та підкріпити це спорідненістю з якимось відомим монаршим домом. З цією метою Анте Павелич відрядив до Рима делегацію до тогочасного короля Італії Віктора Еммануїла III з проханням допомогти новоствореній країні в обранні монарха.  Віктор Еммануїл запропонував на цю посаду свого двоюрідного брата Аймоне. Спершу, дізнавшись про своє призначення, Аймоне вважав, зізнаючись про це своєму найближчому оточенню, що це був такий собі поганий жарт його двоюрідного брата і що насправді, він погодився на цю посаду лише через велике почуття обов'язку. Зять Беніто Муссоліні Галеаццо Чано так говорив про Аймоне: «Герцогу начхати на Хорватію та йому потрібні лише гроші, гроші і ще більше грошей».

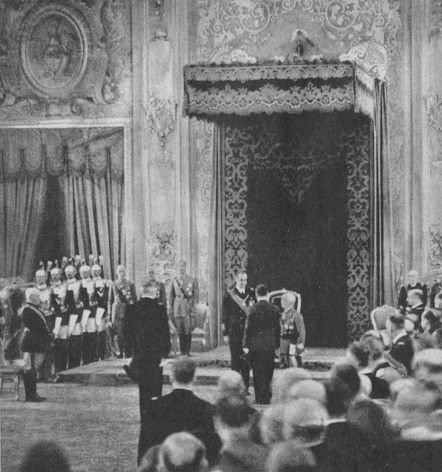
Коронація Томислава ІІ від 18.05.1941 р.

18 травня 1941 князь Аймоне, під ім'ям Томислав II, був проголошений королем Хорватської Незалежної держави, котра була створена Італією та Німеччиною на більшій частині території сучасних Хорватії та Боснії і Герцеговини..  Ім'я Томислав було обрано в пам'ять про Томислава I, першого хорватського короля, що правив у 910—928 рр. Церемонія пройшла в Квіринальському палаці. Повністю його титул звучав так: «король Хорватії, принц Боснії і Герцеговини, воєвода Далмації, Тузли і Кніна». Влада Томислава II була символічною. Як заявляв сам Аймоне в розмові з міністром закордонних справ Італії Чіано, зятем Беніто Муссоліні,: «Я горджусь тим, що обраний королем Хорватії, проте не зовсім точно розумію, що і як мені з цим робити».
Аймоне спершу мав бути коронований у місті Дувно (Томиславград), що сьогодні знаходиться на території Боснії та Герцеговини, однак король відмовився. Він мотивував це невирішеність так званого «Далматинського питання», яке виникло через оволодіння Італією прибережної території Далмації. Аймон розумів, що ця територія ніколи не буде повністю «італізована» і, як наслідок, буде постійним каменем спотикання у  хорватсько-італійських відносинах. Другою причиною відмови Томислава стала нестабільна ситуація в середині НДХ. Він постійно боявся спалахування повстання, тому не спішив їхати до свого королівства. Через це, йому доводилося здійснювати свою невелику владу з території Італії та Угорщини.
Однак такі дії та нестача внутрішньої енергії призвели до того, що він повністю втратив авторитет та підтримку серед Усташів. З цього моменту його влада в країні фактично стала номінальною. До його повноважень входило лише призначення титулів. До того ж, Томиславом II у Римі була створена спеціально хорватська канцелярія, в яку йому приходили конфіденціальні звіти, офіційні документи, а також військова, політична та економічна інформація стосовно ситуації у Хорватії. Томислав призначив для себе спеціального радника по хорватським справам, яким став граф Дьюла Чеснекі де Мілвань.
3 березня 1942, після смерті свого брата князя Амедео (помер в британському полоні в Африці), Аймоне став 4-м герцогом Аостським.
Осінню 1942 року Амадео зв'язується із Союзними військами через свого посередника, генерального консула Алесандро Маріні, про можливість мирного врегулювання справ між Італією та Союзними військами. Секретні переговори триватимуть і в 1943 році, що були зумовлені метою збереження легітимності Савойської династії.

### Після капітуляції
Після відставки Муссоліні 25 липня 1943, князь відрікся від престолу 31 липня, за наказом Віктора Еммануїла III. Після капітуляції Італії 8 вересня він офіційно відмовився від своїх прав на титул. Це відбулося незабаром після народження сина Амедео (нар. 27 вересня 1943), який отримав разом з тим ім'я Звонимир.
Наприкінці Другої світової війни, він став командувачем італійської військово-морської бази Таранто, але був звільнений з посади через критику своєї роботи. Під час військово-морської кар'єри Аймоне здобув звання адмірала ескадри.

## Смерть
У 1947 році князь Аймоне емігрував з Італії до Південної Америки. Він помер на початку наступного року 29 січня 1948 року в своєму готельному номері в Буенос-Айресі.
Після смерті його син принц Амадео успішно наслідував його титул герцога Аостського.

## Титули
- 9 березня 1900 — 21 вересня 1904: Його Світлість князь Аймон Савойський-Аоста
- 22 вересня 1904 — 17 травня 1941: Його Королівська Високість Герцог Сполето
- 18 травня 1941 — 31 липня 1943: Його Величність Томислав II, король Хорватії
- 31 липня 1943 — 30 січня 1948: Його Королівська Високість Герцог Аоста

## Ордени і нагороди

### Італія
- Вищий орден Святого Благовіщення з ланцюгом (1921)
- Орден Святих Маврикія та Лазаря, великий ланцюг (1921)
- Орден Корони Італії, великий ланцюг (1921)
- Савойський військовий орден, великий ланцюг
- Савойський цивільний орден
- Срібна і бронзова медаль «За військову доблесть» (Італія)
- Хрест «За військову доблесть» (Італія) (1 липня 1918)
- Медаль Перемоги
- Почесна медаль за тривале морське плавання (20 років)

### Незалежна Держава Хорватія
- Військовий орден Залізного трилисника 1-го ступеня
- Орден Корони короля Звоніміра, великий хрест особливого ступеня
- Срібна медаль Корони короля Звоніміра
- Орден «За заслуги» (Хорватія), великий хрест із зіркою

### Інші країни
- Кавалер честі і відданості (Мальтійський орден)
- Орден Карлоса III, великий хрест (Іспанія; 19 травня 1928)
- Орден Спасителя, великий хрест (Греція; 1 липня 1939)
- Орден Пехлеві на орденському ланцюгу з нагрудною зіркою (Іран; 1939)
- Орден Кароля I, великий хрест (Румунія)

## Цікаві факти
Протягом усього свого «правління» Томислав II жодного разу не побував у своєму королівстві.
Герцогський титул д'Аоста успадкував його син Амедео. В даний час Амедео претендує на верховенство в Савойському домі і з 2006 року титулує себе герцогом Савойським.

## Родовід
| Родовід Короля Хорватії Томислава II |
| - Порга, Архонт Хорватії - Його нащадки, Архонти Хорватії - Вишеслав, Герцог Хорватії - Борна, Герцог Хорватії - сестра Борни, Герцогиня Хорватії - Владислав, Герцог Хорватії - Міслав, Князь Хорватії - Трпимир I, Князь Хорватії, Король Слов'ян, Засновник першої хорватської династії Трпимировичів - Петро, Князь Хорватії, Король Слов'ян - Здеслав, Князь Хорватії, Король Слов'ян - Мунцімир, Князь Хорватії, Король Слов'ян - Томислав I, Король Хорватії - Трпимир II, Король Хорватії - Крешимир I, Король Хорватії - Мирослав, Король Хорватії - Крешимир II, Король Хорватії - Степан Држислав, Король Хорватії - Светослав Суроня, Король Хорватії - його нащадки - Дмитар Звонимир, Король Хорватії + його дружина Гелена Прекрасна, Королева Хорватії + її брати Владислав I і Геза I, Королі Угорщини і Хорватії - Алмош І, Король Хорватії - Бела І, Король Хорватії, Засновник другої хорватської династії Арпадів - Геза II, Король Хорватії - Владислав II, Король Хорватії - Стефан V, Король Хорватії - Стефан IV, Король Хорватії - Бела II, Король Хорватії - Амерік I, Король Хорватії - Владислав III, Король Хорватії - Андрій I, Король Хорватії - Стефан Постум, Король Хорватії - Андрій II, Король Хорватії - Бела III, Король Хорватії - Констанція, Принцеса Хорватії - Георгій, Король Русі - Анастасія, Принцеса Русі - Уляна, Принцеса Русі - Владислав, Король Русі - Владислав, Король Хорватії - Єлизавета, Принцеса Хорватії - Бела IV, Король Хорватії - Анна, Принцеса Хорватії - Кунегунда, Принцеса Хорватії - Венцеслав, Король Богемії - Венцеслав, Король Хорватії - Єлизавета, Принцеса Богемії - Карл, Король Богемії - Сигізмунд, Король Хорватії - Маргарита, Принцеса Богемії - Людовік, Принц Богемії - Маргарита, Принцеса Богемії - Іоанна Софія, Принцеса Богемії - Альбрехт, Король Хорватії - Владислав, Король Хорватії - Єлизавета, Король Хорватії - Владислав, Король Хорватії, Засновник четвертої хорватської династії Ягеллонів - Людовік II, Король Хорватії - Анна I, Королева Хорватії - Карл, Принц Хорватії - Фердинанд II, Король Хорватії - Фердинанд III, Король Хорватії - Леопольд I, Король Хорватії - Карл, Король Хорватії - Марія Терезія, Королева Хорватії - Леопольд II, Король Хорватії - Райнер Йосип, Принц Хорватії - Адельгейда, Принцеса Хорватії - Амадей I, Король Іспанії - Емануель Філіберт, Принц Іспанії та Хорватії - Томислав II, Король Хорватії - Стефан VI, Король Хорватії - Владислав IV, Король Хорватії - Марія, Принцеса Хорватії - Карл Мартел, Король Хорватії, Засновник третьої хорватської династії Анжу - Карл I Роберт, Король Хорватії - Людовік I, Король Хорватії - Марія, Королева Хорватії - Іоанн, Король Хорватії - Людовік, Король Хорватії - Карл, Король Хорватії - Владислав, Король Хорватії - Коломан I Книжник, Король Хорватії - Стефан III, Король Хорватії - Гойслав, Король Хорватії - Крешимир III, Король Хорватії - дочка Крешимира, була заручена зі Святим Амеріком - Стефан I, Король Хорватії - Крешимир IV, Король Хорватії - Неда, Принцеса Хорватії - Петар Свачич, Король Хорватії - Частимир, Принц Хорватії - Стефан II, Король Хорватії |